# Akumal
Akumal (del maya: Akumal ‘Lugar de tortugas’) históricamente es el primer destino turístico de la franja costera de la península de Yucatán bañada por el Mar Caribe. Porción marina de baja profundidad en la cual se encuentra una agregación permanente de diversas especies en peces, tortugas marinas, así como la mayor abundancia de pastos marinos y algunos parches de coral. Con respecto a los pastos marinos presentes. El más representativo es la THALASSIA y es el por qué tenemos tortugas marinas en la bahía de Akumal este sitio se convirtió en área protegida a nivel nacional a cargo de la Comisión nacional de áreas, protegidas en México ( CONANP) la cual se encarga desde el 2016 a regularizar las actividades practicadas en la bahía, para un buen manejo  para la conservación y protección de estas especies poniendo en práctica diversas reglas que deben ser cumplidas al visitar este hermoso lugar.
Originalmente era una enorme plantación de cocoteros propiedad de don Argimiro Argüelles hasta 1958 cuando la descubrió el CEDAM (Club de Exploración y Deportes Acuáticos de México), un exclusivo club de buceo. Akumal fue sede de esta agrupación cuyo interés era la búsqueda de tesoros submarinos.
Pablo Bush Romero, uno de los fundadores de CEDAM, compró miles de hectáreas en los alrededores de Akumal dando inicio de esta manera a la fundación de la población de Akumal.  Mucho antes de que Cancún estuviese en los planes del gobierno mexicano como respuesta a la desaparición de Cuba como destino de placer para los estadounidenses, Romero sobrevoló las costas del hoy Estado de Quintana Roo y eligió la bahía de Akumal como su futuro lugar de residencia.
En los años sesenta, antes del proyecto de Cancún, la costa de Akumal era accesible solo por vía marítima.
Hacia finales de 2007 e inicios de 2008, se dio el proceso de conformación de un nuevo municipio dentro del territorio hasta entonces perteneciente a Solidaridad y que tendría como cabecera a la ciudad de Tulum, la población de Akumal se manifestó inicialmente en contra de la posibilidad de ser incluida en el territorio del nuevo municipio, sin embargo, finalmente el 22 de febrero de 2008 el Congreso de Quintana Roo aprobó el anteproyecto mediante el cual se erige el municipio de Tulum incluyendo a Akumal, lo cual fue finalmente aceptado por sus habitantes.
Akumal fue considerado para ser desarrollado como un megadestino turístico antes del inicio de Cancún, pero fue descartado por la gran cantidad de mosquitos producidos en los humedales cercanos.
El 17 de diciembre de 2015, los pobladores de Akumal bloquearon el camino hacia la Bahía de Akumal, ya que en repetidas ocasiones el Centro Ecológico Akumal (CEA) ha cerrado con candado uno de los accesos que ha sido usado como calle por más de 4 décadas, alegando que es propiedad privada. Actualmente existe una disputa al acceso de Bahía, entre pobladores del lugar y el (CEA). El Ayuntamiento de Tulum, indicó que su postura es que se siga permitiendo la entrada a toda la gente del poblado.

## Actividades de interés

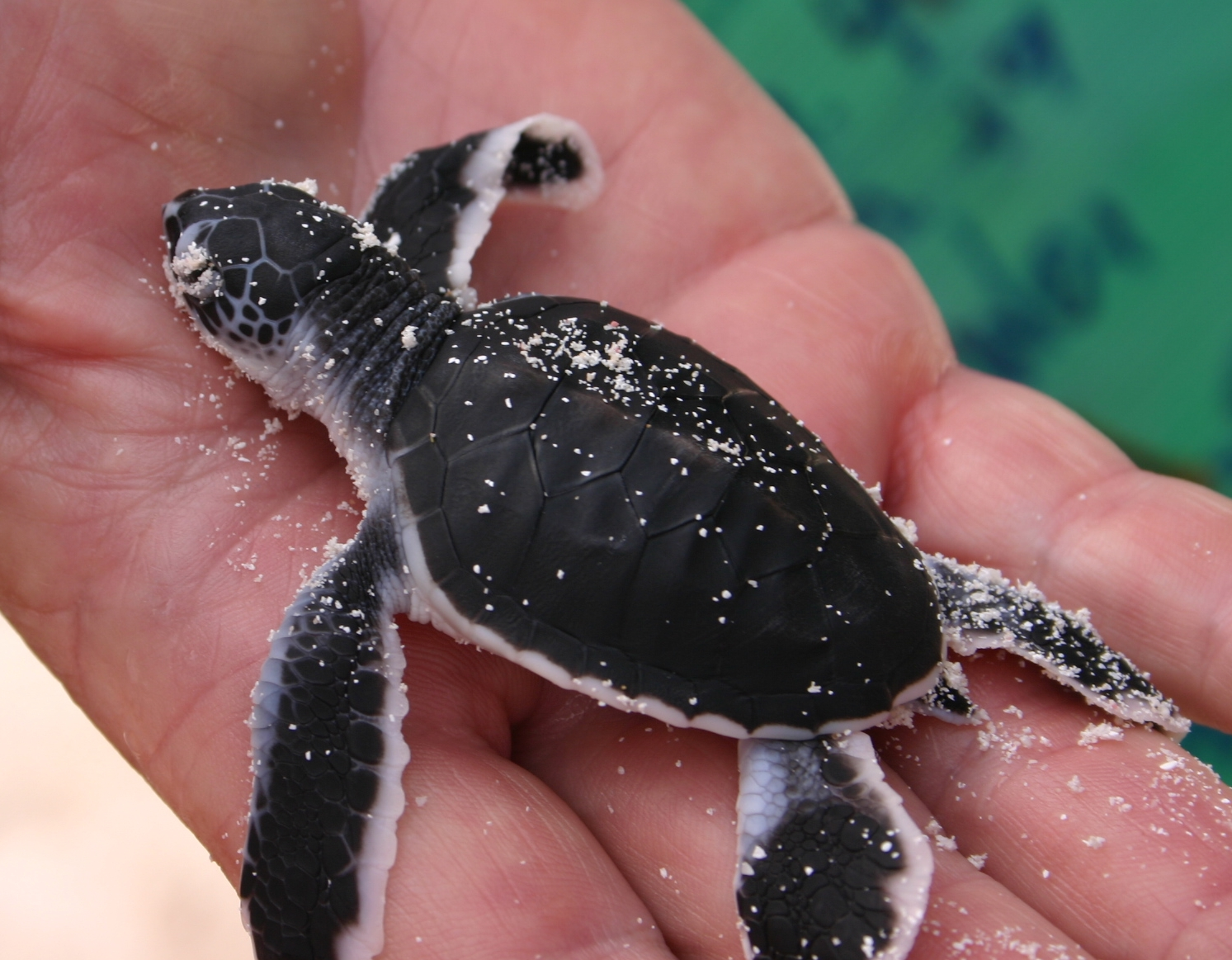
Akumal, en maya, "lugar de tortugas". Sus playas han sido santuario de estos animales durante cientos de años

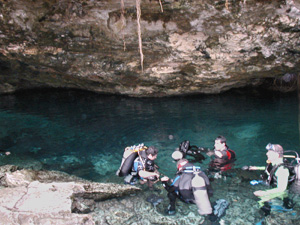
Al occidente de Akumal es posible nadar y bucear en cenotes

Akumal es aún un microdestino turístico que conserva aún su belleza natural.
La natación y snorkel son excelentes opciones en sus caletas, como la de Kantena, Xaac, bahía de la media luna, sin embargo la más famosa es conocida como la laguna de Yalku, que se encuentra 2 km al norte de la población.  En Yalku existe un ojo de agua dulce en su zona rocosa, y en ese entorno una gran cantidad de peces tropicales de colores viven su juventud alejados de los depredadores.
El buceo en las costas de Akumal tiene una particularidad ya que la morfología de los corales presenta formaciones típicas de cavernas y cañones, creando "montañas" y estructuras habitadas por una gran variedad de fauna marina, y donde es frecuente encontrar tortugas que permanentemente nadan en estas zonas del Mar Caribe mexicano.
Existe un adoratorio maya construido en una isla de roca en la caleta de Xaac, lo cual es una clara muestra de cómo los mayas habitaron este sitio.
En la población existe un Centro Informativo en temas ambientales, creado por el CEA (Centro Ecológico Akumal,) organización civil no lucrativa, cuyo interés primordial es crear conciencia ecológica a los habitantes y visitantes y asegurar la calidad ambiental del destino.

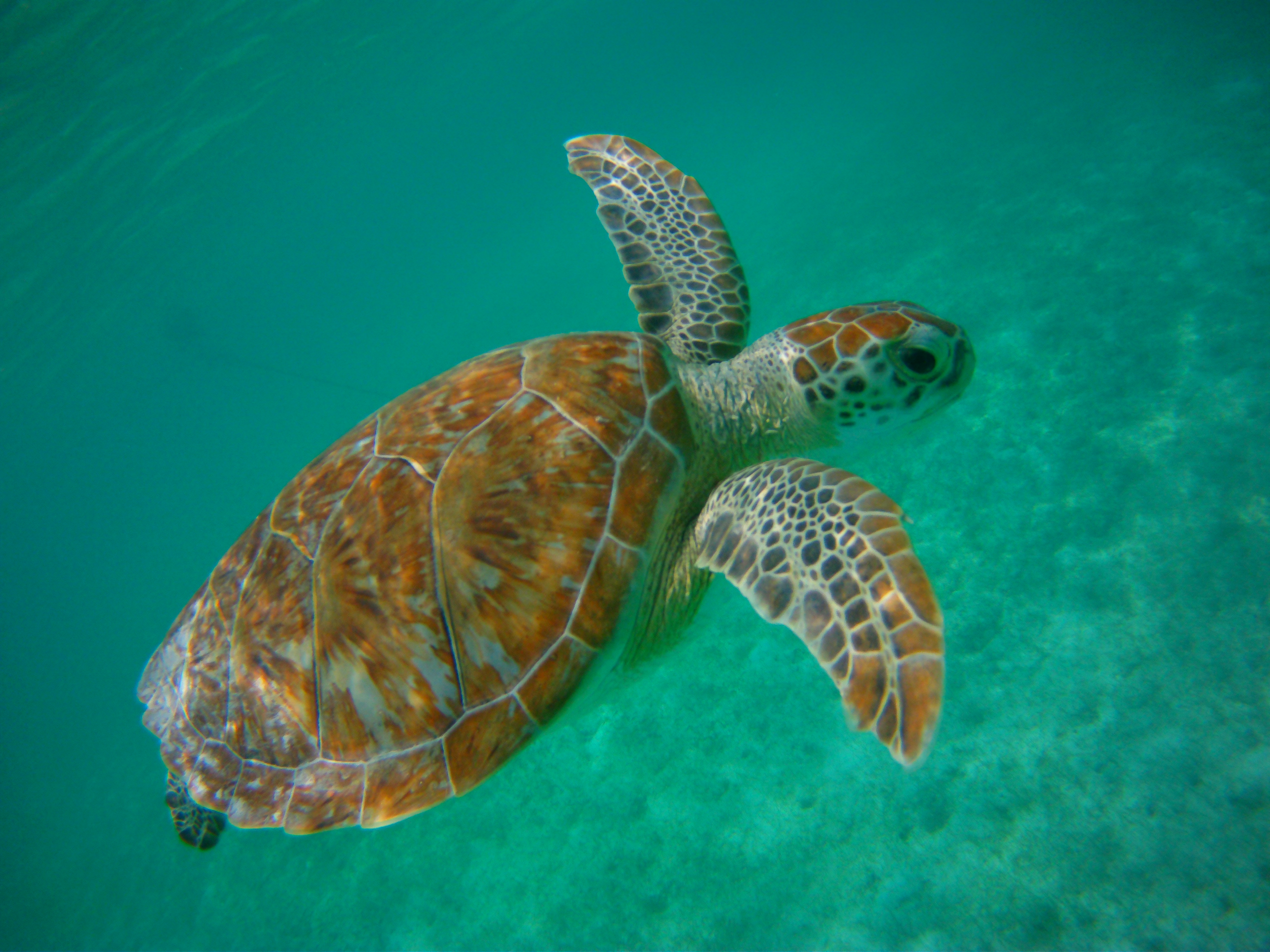
Tortuga Verde que es posible observar en Akumal.

Al occidente de la carretera 307, se encuentra un gran complejo de cavernas o cenotes, en los cuales puede practicarse natación, esnorquel y buceo de cavernas, ejemplo de ellos son el cenote "azul" y el cenote "edén".
Hacia el sur a 2 km de la población costera de Akumal, se encuentra la bahía "Aventuras Akumal", está bahía está protegida por una barrera somera de coral, la cual forma "jardines" muy próximos a la costa.  Hacia 1985 comenzó su desarrollo por la construcción de un hotel, pero su crecimiento se ha ido extendiendo por la construcción de casas, villas y condominios.
Cuatro kilómetros al sur, se encuentra el parque natural Aktun Chen (en maya significa "cueva con cenote en su interior"), de 400 ha de extensión, el área de visita tiene un serpentario, y monos araña conviven con los visitantes. La cueva tiene tres galerías con formaciones de estalactitas y estalagmitas forjadas por agua y carbonato de calcio a través de cinco millones de años, en la galería principal se puede observar un cenote.